# آندریاس اوستلر
آندریاس اوستلر (انگلیسی: Andreas Ostler; ۲۱ ژانویهٔ ۱۹۲۱ – ۲۴ نوامبر ۱۹۸۸) ورزشکار بابسلد اهل آلمان بود.